# Танджон (ван Чосона)
Танджон (кор. 단종, 端宗, Danjong) — 6-й ван корейского государства Чосон, правивший в 1452—1455 годах. Имена — Хонхви (кор. 홍위, 弘暐, Hong-wi) и Хонджан.
Посмертные титулы — Коный-тэван, Консун-тэван, Тонхё-тэван.
Унаследовал престол в 1452 г. В 1455 г. свергнут своим дядей королем Сэчжо, оправлен в ссылку, где через год был казнен.